# Écrevisse de torrent
Austropotamobius torrentium
Espèce
Statut de conservation UICN

 DD  : Données insuffisantes
L'écrevisse de torrent (Austropotamobius torrentium) est une espèce de crustacés décapodes de la famille des Astacidae.  

## Caractéristiques
- Taille maximale : 100 mm
- Maturité sexuelle : 3 à 4 ans
- Nombre d'oeufs : 60 à 120
- Habitat : ruisseaux aux eaux fraîches de bonne qualité
- Longévité :  10 à 12 ans

## Aire de répartition
On peut trouver l'écrevisse de torrent en Europe (Allemagne, Autriche, Bosnie-Herzégovine, Bulgarie, Croatie, France, Grèce, Hongrie, Macédoine, Monténégro, République tchèque, Roumanie, Slovaquie, Serbie, Slovénie, Suisse)  y compris la Russie et l'Ouzbékistan mais également en Afrique (Djibouti) et en Nouvelle-Calédonie.
En France, l’écrevisse des torrents a longtemps été considérée comme disparue. Elle est représentée par quelques populations (Moselle et Bas-Rhin, peut-être en Haute-Savoie). Elle fait partie des trois espèces natives métropolitaines avec l'écrevisse à pattes rouges (Astacus astacus) et l'écrevisse à pieds blancs (Austropotamobius pallipes) ; six espèces allochtones complètent le panorama astacologique français. 

## À voir